# La Concordia, Arcelia
La Concordia är en ort i Mexiko.   Den ligger i kommunen Arcelia och delstaten Guerrero, i den södra delen av landet, 160 km sydväst om huvudstaden Mexico City. La Concordia ligger 1 440 meter över havet och antalet invånare är 198.
Terrängen runt La Concordia är lite bergig. Runt La Concordia är det ganska glesbefolkat, med 38 invånare per kvadratkilometer. Närmaste större samhälle är Cerro Alto, 17,3 km nordost om La Concordia. I omgivningarna runt La Concordia växer huvudsakligen savannskog.